# Хорейшо Алджър
Хорейшо Алджър (на английски: Horatio Alger) е американски писател, автор на 135 популярни романа. Повечето му книги описват бедни момчета, които чрез труд, упоритост и късмет се издигат до нивото на средната класа. През последната трета на 19 век романите на Алджър са много популярни в Съединените щати, където той си съперничи по известност с Марк Твен.

## Биография и творчество
Хорейшо Алджър е роден през 1832 г. в Челси, днес Ривиър, Масачузетс, в семейството на унитариански свещеник. През 1852 г. завършва Харвардския университет, след което известно време е учител и се занимава с писане. През 1857 г. се връща в Харвард, за да учи за свещеник и завършва през 1860 г. През 1864 г. става свещеник в унитарианската църква в Брюстър, но през 1866 г. е принуден да напусне, заради обвинения в сексуална злоупотреба с непълнолетни момчета от енорията.
След като е отстранен от свещеническата длъжност, Алджър се премества в Ню Йорк. През 1867 г. публикува романа „Рошавият Дик“ (Ragged Dick), който се превръща в бърз успех и поставя началото на дълга поредица от продължения и книги със сходно съдържание. Алджър умира през 1899 г. в Нейтик, Масачузетс.